# کوین تان
کوین تان (به انگلیسی: Kevin Tan) ژیمناست زادهٔ ۲۴ سپتامبر ۱۹۸۱ میلادی اهل کشور ایالات متحده آمریکا است.